# Lepidopilidium devexum
Lepidopilidium devexum är en bladmossart som beskrevs av Brotherus 1907. Lepidopilidium devexum ingår i släktet Lepidopilidium och familjen Hookeriaceae. Inga underarter finns listade i Catalogue of Life.